# Bookspot
Bookspot Verlag GmbH ist ein deutscher Buchverlag mit Sitz in Planegg im Landkreis München.
Bookspot wurde 2002 in München von Burkhard Bierschenck gegründet. Inhaltlicher Schwerpunkt des Belletristik-Verlags sind Kriminalliteratur, historische Romane und Thriller sowie die 2016 gestartete ARTEDITION.

## Autoren
Zum Autorenkreis zählen Angelika Stucke, Silvia Stolzenburg, Roland Spranger, Carin Chilvers, Gerhard Gemke, Burkhard Bierschenck, Sabine Wassermann, Christiane Geldmacher, Michael Böhm, Georg Brun und Karin Sagner.